# Бутокаан Кирибати Моа
Бутокаан Кирибати Моа (кириб. Boutokaan Kiribati Moa Party, англ. Pillars Kiribati First Party) — политическая партия в Кирибати, образовавшаяся в результате слияния «Кирибати Моа» и «Боутокаан Те Коауа» в 2020 году.

## История
Партия была создана в мае 2020 года после слияния «Боутокаан Те Коауа» с «Кирибати Моа» Бануэры Берины и 12 других депутатов, которые покинули партию Тобваан Кирибати после решения правительства разорвать дипломатические отношения с Тайванем в пользу более тесных отношений с Китаем. 22 мая 2020 года на первом заседании Палаты собрания партия выдвинула Бануэру Берину кандидатом на выборах президента Кирибати.